# Rossantilopen

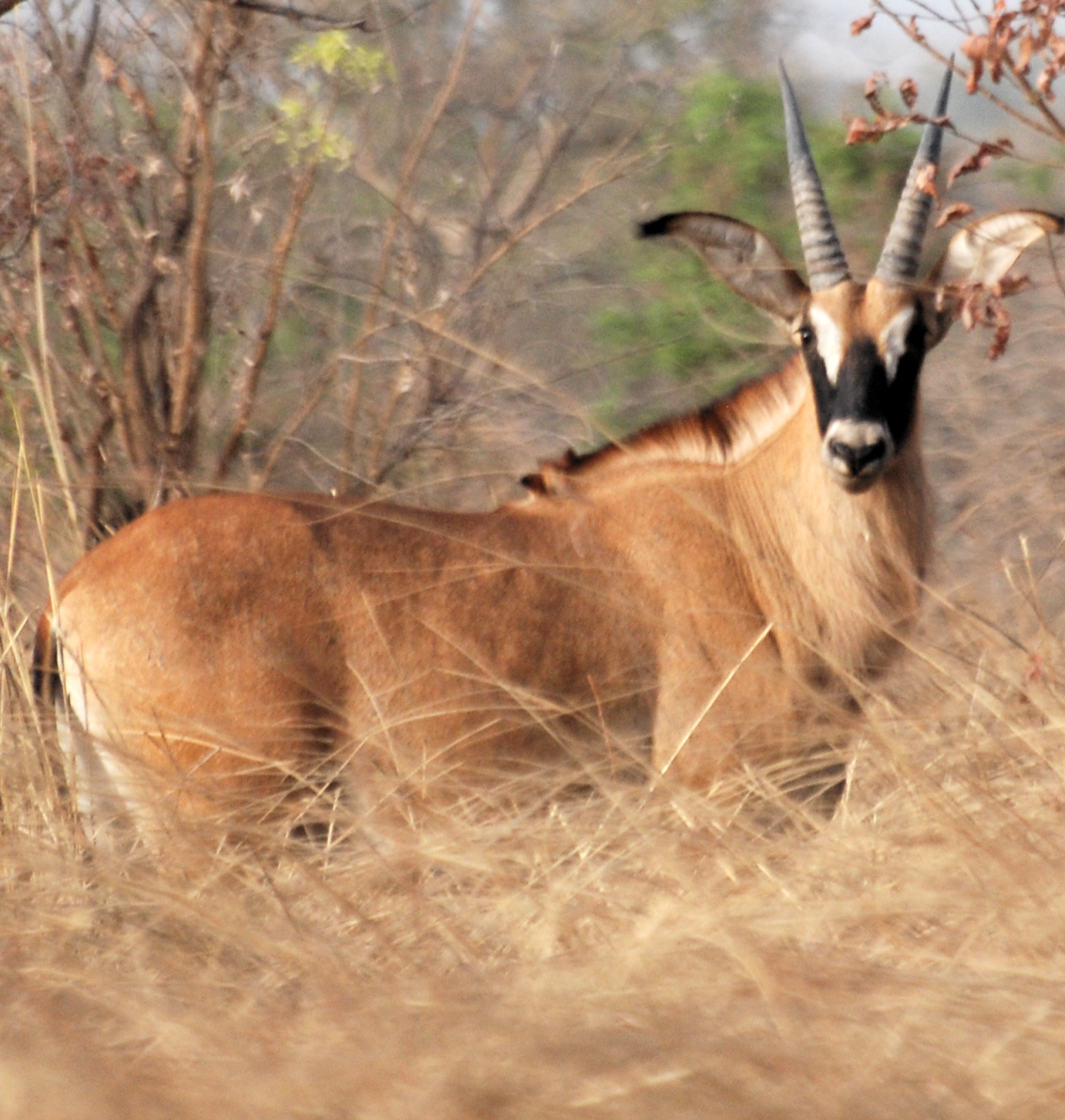
Pferdeantilope

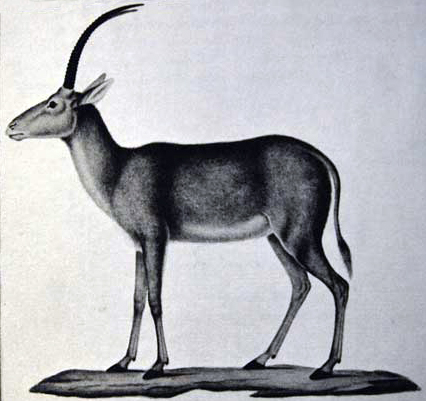
Der Blaubock ist heute bereits ausgestorben

Rossantilopen oder Pferdeböcke (Hippotragus) sind eine in Afrika vorkommende Gattung der Antilopen in der Familie der Hornträger (Bovidae) mit drei Arten, von denen eine bereits ausgestorben ist.

## Merkmale
Die Gattung Hippotragus zeichnet sich dadurch aus, dass beide Geschlechter lange, gekrümmte Hörner tragen. Die Hörner sind voll entwickelt gewöhnlich 51 bis 102 cm lang, können in Ausnahmefällen aber auch 152 cm messen. Die Tiere erreichen ein Gewicht von 150 bis 300 kg, eine Kopf-Rumpf-Länge von 1,88–2,67 m, eine Schwanzlänge von 37 bis 76 cm und eine Schulterhöhe von 1 bis 1,6 m, wobei die Männchen etwa eineinhalbmal länger und schwerer als die Weibchen sind. Generell ist die Farbe bläulich-grau beim Blaubock, blass rötlich-braun bei der Pferdeantilope und kastanienbraun bis schwarz bei der Rappenantilope. Die Unterseite ist weiß. Die pferdeähnlichen Tiere besitzen eine stark ausgeprägte und häufig aufrecht stehende Rückenmähne.

## Verbreitung und Lebensraum
Rossantilopen kommen in vielfältigen Lebensräumen vor, wobei die Pferdeantilope eher in offenem Grasland und die Rappenantilope eher in bewaldeter Landschaft zu finden ist. Ihr Verbreitungsgebiet erstreckt sich über das zentrale und östliche Afrika bis nach Südafrika. Der Blaubock lebte einst in der Kapregion des Kontinents, starb jedoch um das Jahr 1800 aus.

## Systematik
Die Gattung Hippotragus umfasst drei Arten:
- Pferdeantilope (Hippotragus equinus (Geoffroy Saint-Hilaire, 1803))
- † Blaubock (Hippotragus leucophaeus (Pallas, 1766))
- Rappenantilope (Hippotragus niger (Harris, 1838); teilweise gelten auch die Ostafrikanische Rappenantilope (H. n. roosevelti) und die Riesen-Rappenantilope (H. n. variani) als eigenständige Arten)